# 유수정
유수정(1987년 10월 11일 ~ )은 대한민국의 2009년 미스코리아 미(美) 출신이다. 신장은 171cm이고 2023년 TV조선 프로그램 《미스트롯3》에 참가하였다.

## 프로필
- 출생 : 1987년 10월 11일
- 신체 : 170.6 cm, 50 kg, 34-23-35
- 학력 : 목원대학교 영어영문학과
- 취미 : 피아노, 영화 감상
- 특기 : 밸리댄스, 팝송
- 소속사 : 프레인TPC

## 수상
- 2009년 미스코리아 대전-충남 진(眞)[1]
- 2009년 미스코리아 미(美)[2] & 탤런트상[3]
- 2010년 미스 수프라내셔널대회 아시아 대륙상[4]

## 경력
- 2009년 꽃사랑 이웃사랑 홍보대사[5]
- 2009년 목원대학교 홍보대사[6]

## 출연작

### 드라마
- 《꽃할배 수사대》 (tvN, 2014년) - 오진희 역

## 같이 보기
- 2009년 미스코리아